# ماریا لیتومریتزکی
ماریا لیتومریتزکی (به انگلیسی: Mária Littomeritzky) (زادهٔ ۱۲ مهٔ ۱۹۲۷) شناگر اهل مجارستان است.